# IJzersmelterij van Völklingen
De IJzersmelterij van Völklingen (Völklinger Hütte) is een industrieel erfgoed langs de Saar in de plaats Völklingen in het Saarland. Het is werelderfgoed sinds 1994, als voorbeeld van een geïntegreerd ijzer- en staalcomplex waar het hele productieproces op een locatie is bijeenbracht.
De fabriek werd opgericht in 1873 door Julius Buch. Onder leiding van de familie Röchling werd het vanaf 1881 een van de belangrijkste ijzer- en staalfabrieken in Europa. Tijdens de Tweede Wereldoorlog werden er dwangarbeiders en krijgsgevangenen tewerkgesteld. In de hoogtijdagen rond 1965 werkten er meer dan 16 000 arbeiders. Het complex telt zes hoogovens.
Het bedrijf werd gesloten in 1986. Later werd het een museum met tentoonstellingsruimte en concerthal.
De IJzersmelterij van Völklingen is een zogenoemd ankerpunt van de Europese Route voor Industrieel Erfgoed.

## Afbeeldingen

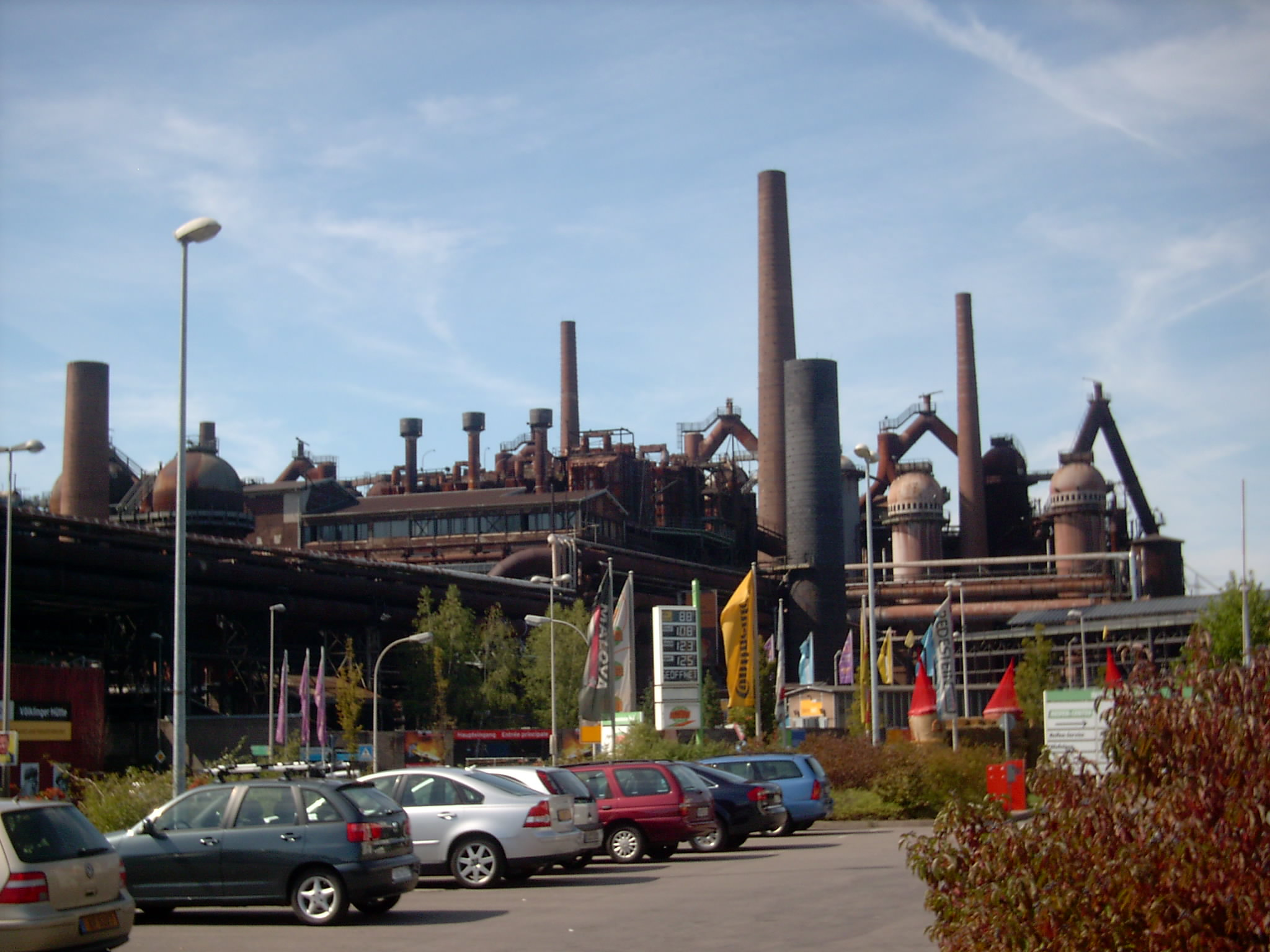
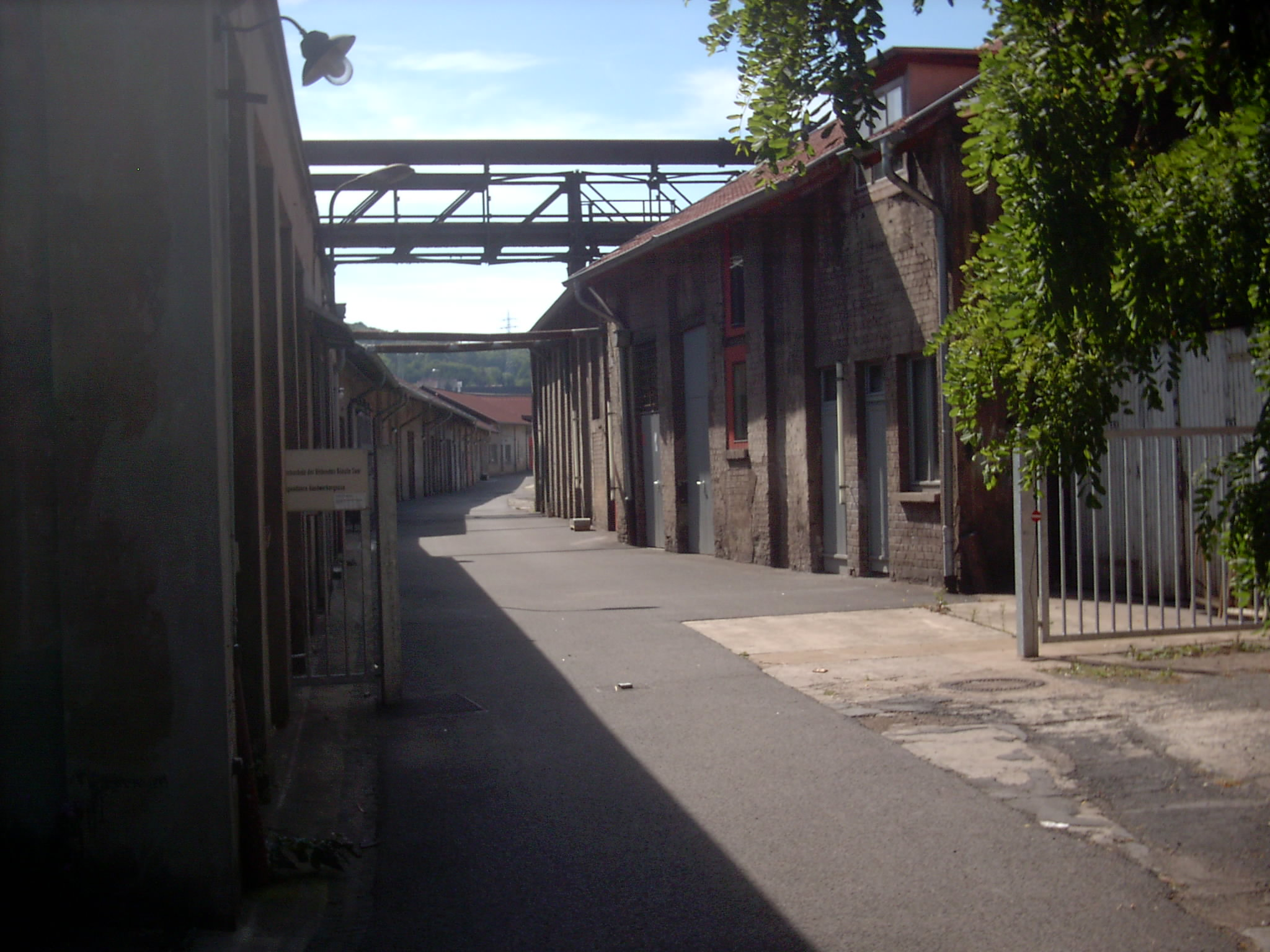
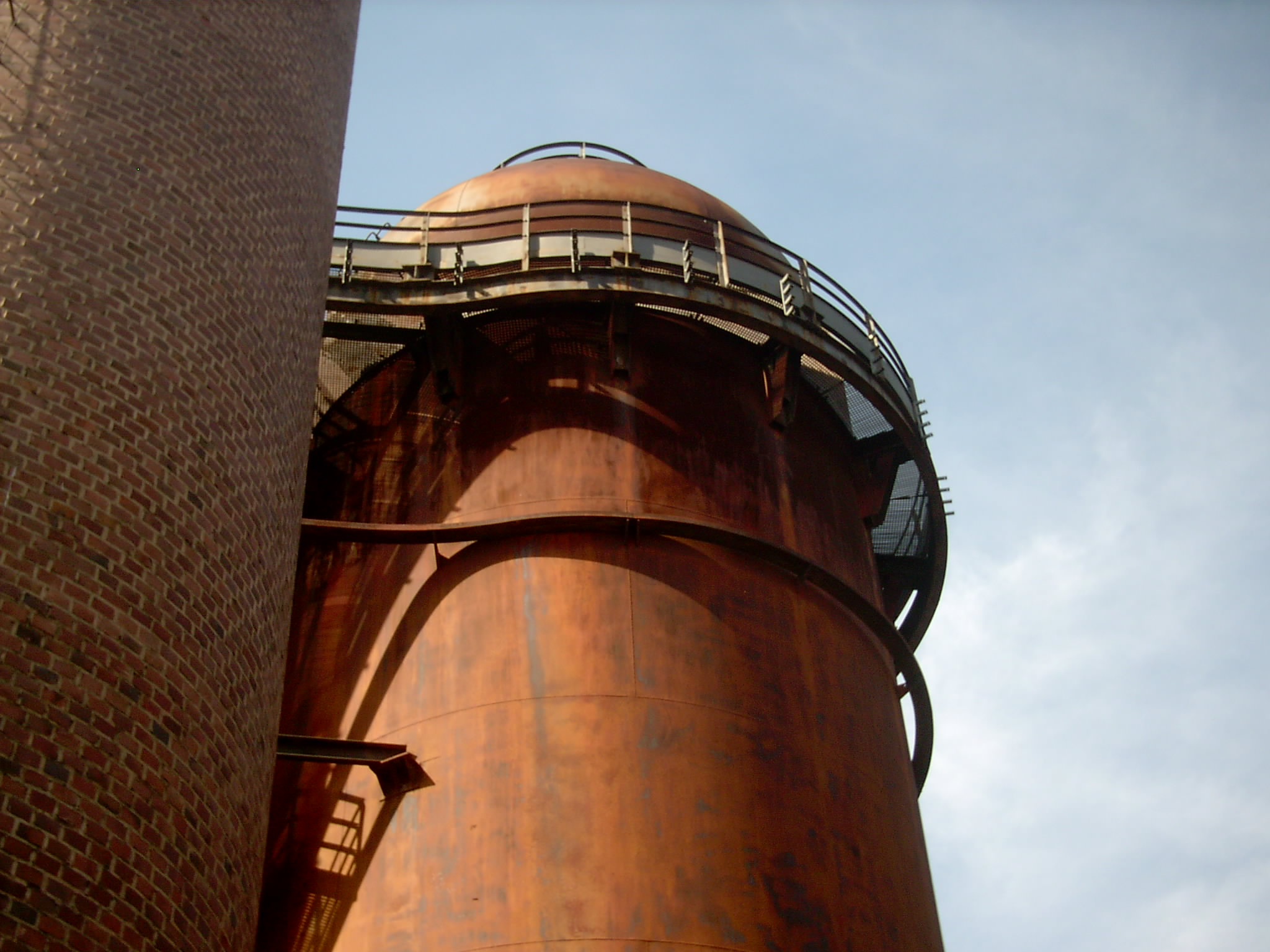
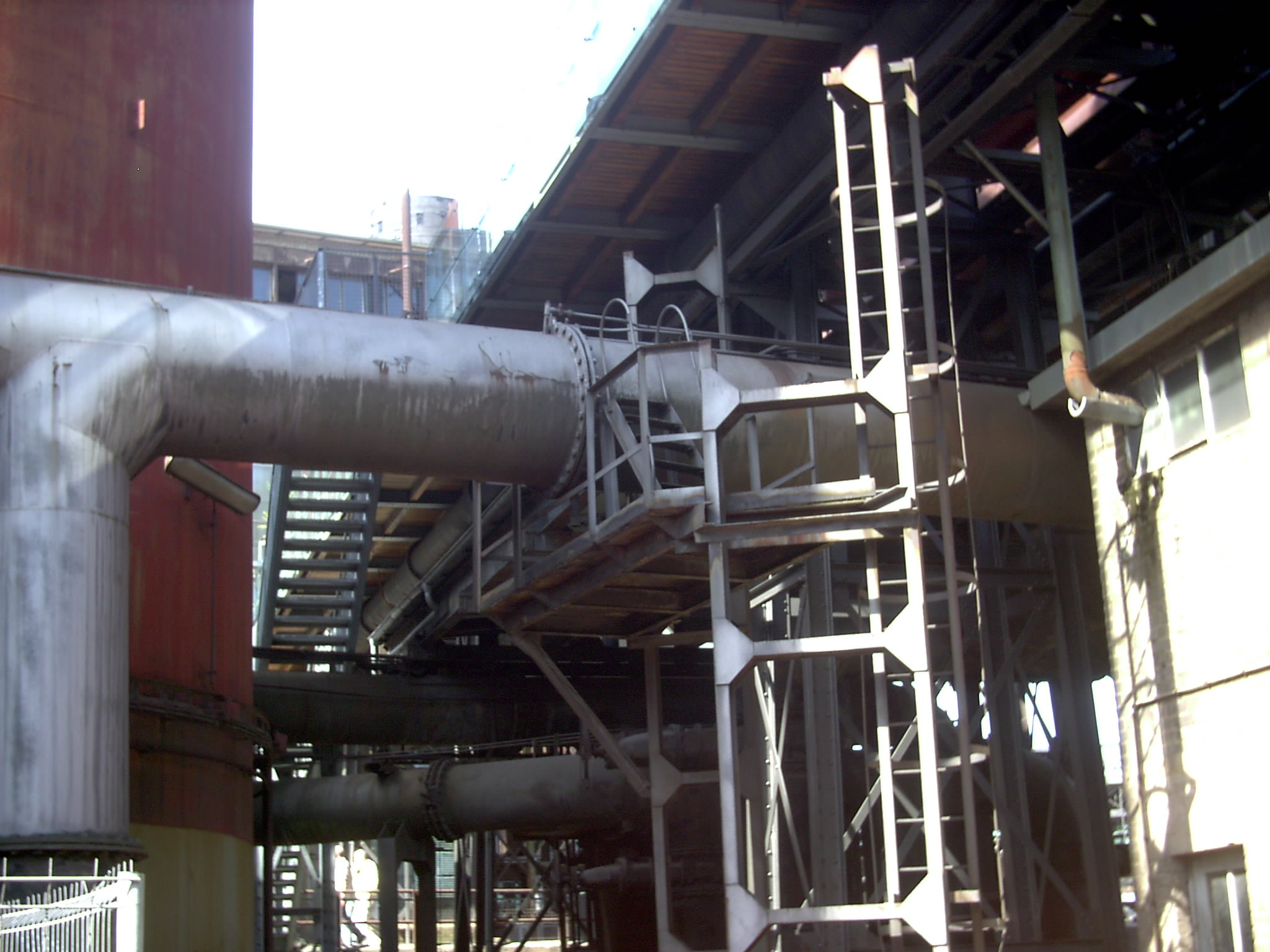
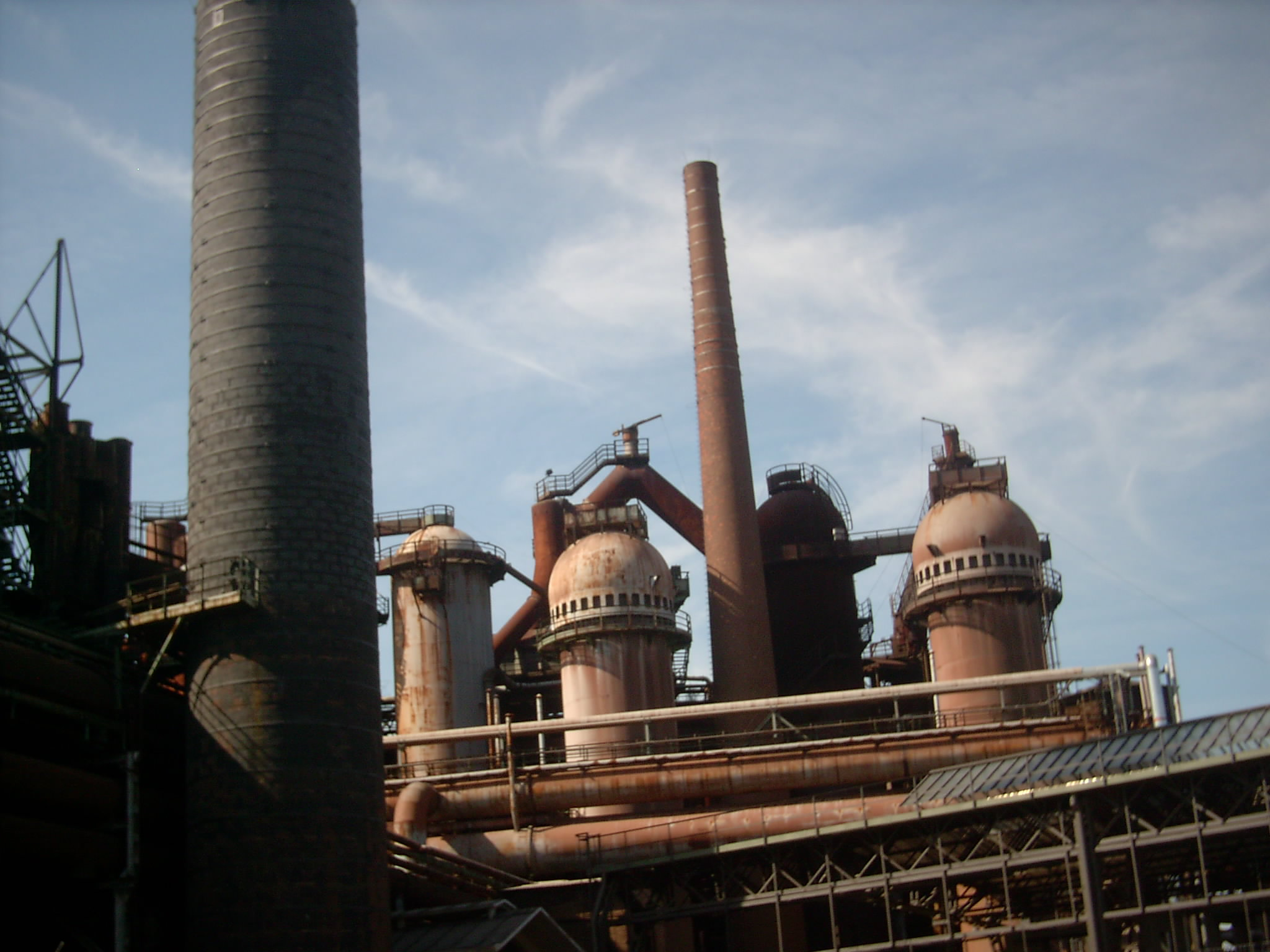
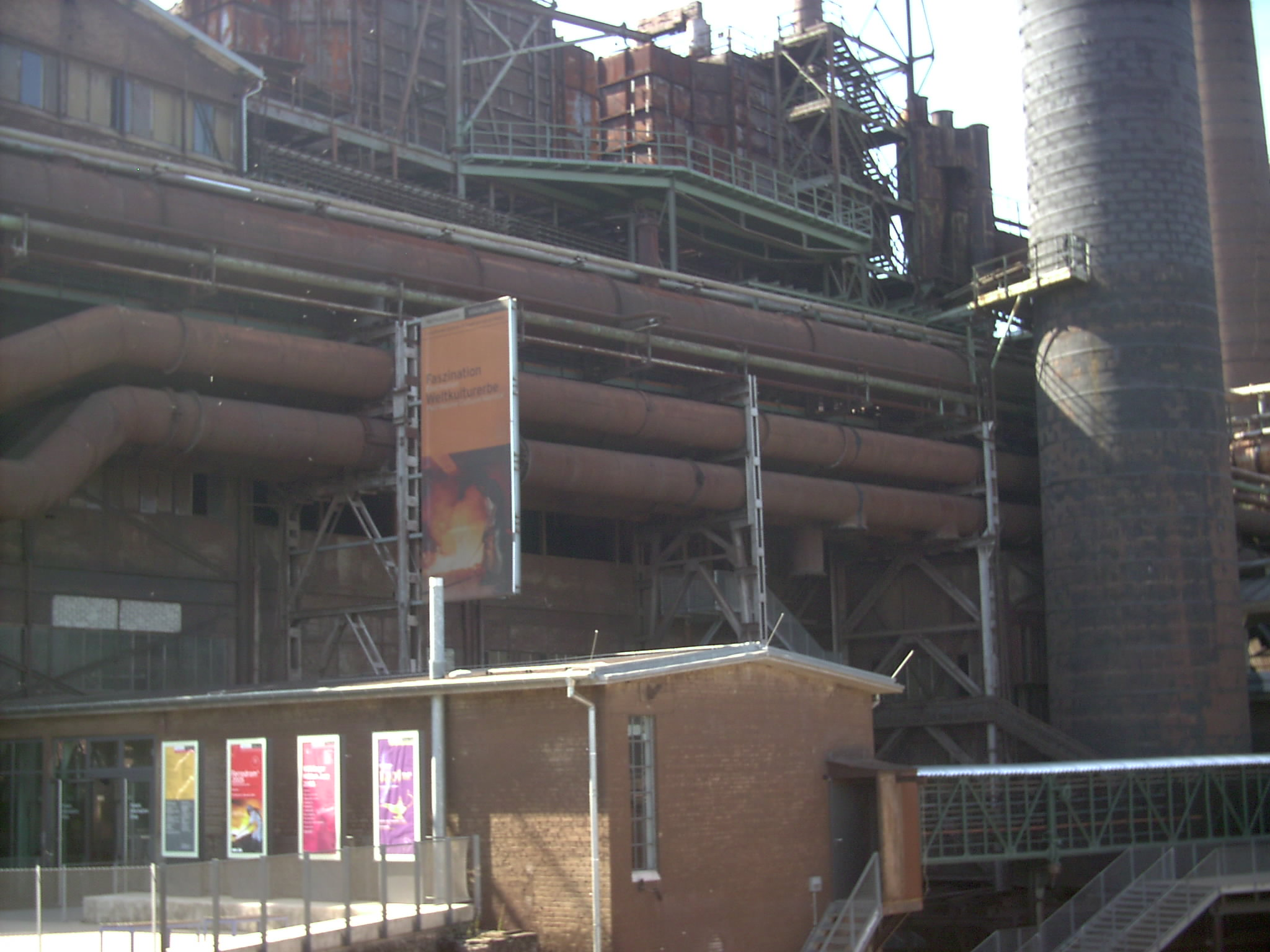